# جایزه گرمی برای بهترین اجرای متال

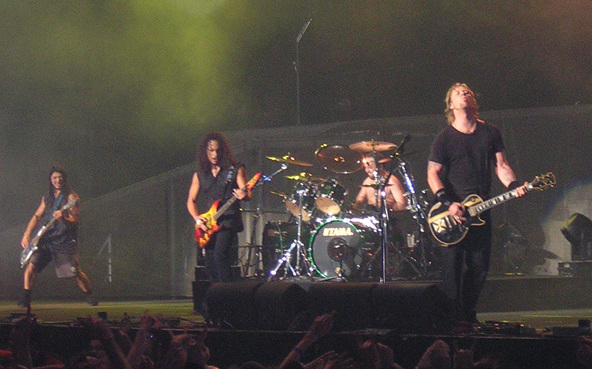
جایزه گرمی برای بهترین اجرای متال

جایزه گرمی برای بهترین اجرای متال نام جایزه‌ای بود که در مراسم سالیانه جوایز گرمی، به آثارِ برترِ ضبط‌شدهٔ هنرمندان (شامل آهنگ و آلبوم) در سبکِ موسیقی هوی متال داده می‌شد.
از سال ۲۰۱۲ به بعد تمام اجراهای سولو و هارد راک با این جایزه؛ تحت عنوان جایزه گرمی برای بهترین اجرای هارد راک/متال ادغام شد.گروه متالیکا با ۶ جایزه بیشترین جایزه را بدست آورده است.